# Sianoa Smit-McPhee
Sianoa Smit-McPhee (Adelaide, 21 febbraio 1992) è un'attrice e cantante australiana.

## Biografia
Figlia dell'attore Andy McPhee, sin dalla giovane età era decisa a diventare un'attrice. Anche suo fratello Kodi Smit-McPhee è un attore. 
Ha iniziato la sua carriera recitando nella soap opera australiana Neighbours. Ha lavorato inoltre in As the Bell Rings, versione australiana di Quelli dell'intervallo. Ha lavorato nelle tre stagioni della serie televisiva Hung - Ragazzo squillo, andata in onda dal 2009 al 2011. 
Ha recitato anche sul film Fallen tratto dall'omonimo romanzo di Lauren Kate. Di seguito è diventata una cantante non molto conosciuta, con all'attivo alcuni concerti in Australia tenutisi nel 2017.
Attualmente ha un sito internet dove si possono ascoltare tutti i suoi singoli.

## Filmografia

### Cinema
- Blue Tongue, regia di Justin Kurzel (2005) - cortometraggio
- Hugo, regia di Nicholas Verso (2008) - cortometraggio
- Touchback, regia di Don Handfield (2011)
- All Cheerleaders Die, regia di Lucky McKee (2013)
- Mall, regia di Joe Hahn (2014)
- Fallen, regia di Scott Hicks (2016)

### Televisione
- Blue Heelers - Poliziotti con il cuore (Blue Heelers) – serie TV, un episodio (2004)
- Neighbours – soap opera, 81 episodi (2005-2007)
- As the Bell Rings – serie TV, 27 episodi (2007-2009)
- Hung - Ragazzo squillo – serie TV, 30 episodi (2009-2011)
- Firelight, regia di Darnell Martin (2012) – film TV
- Criminal Minds – serie TV, episodio 9x16 (2014)

## Doppiatrici italiane
Nelle versioni in italiano delle opere in cui ha recitato, Sianoa Smit-McPhee è stata doppiata da:
- Letizia Ciampa in Hung - Ragazzo squillo
- Gemma Donati in Fallen
- Antonella Baldini in Criminal Minds